# وحدة فالنسيان الحضرية
وحدة فالنسيان الحضرية، هي وحدة حضرية فرنسية تتمركز حول مدينة فالنسيان، وهي إحدى المدن الفرعية في إقليم الشمال وتعد جزءًا من رابع أكبر تجمع حضري في الإقليم، حيث تمتد من وادي نهر إسكوت حتى الحدود مع بلجيكا.
تساهم هذه التكتلات الكبيرة، إلى جانب الوحدة الحضرية لليل (الجزء الفرنسي)، في تشكيل منطقة حضرية تضم أكثر من 3.5 مليون نسمة تُعرف بـ"المنطقة الحضرية لليل". تُصنف الوحدة الحضرية لفالنسيان ضمن فئة التجمعات الحضرية الكبيرة جداً في فرنسا، أي تلك التي يزيد عدد سكانها عن 200,000 نسمة.